# فرزيون
الفرزيون من القبائل العربية التي استوطنت فلسطين، و كانوا يسكنون القرى، ويرى اغلب المؤرخين أنهم فرع من الكنعانيين أو اليونانيين الذين جائو من جزيرة كريت اليونانية كما اثبتت الدراسات الحديثة .